# Итуарте, Хулио
Хулио Итуарте (исп. Julio Ituarte; 15 мая 1845, Мехико — 15 сентября 1905, Мехико) — мексиканский пианист и композитор.
Начал учиться музыке под руководством Хосе Марии Овьедо и Агустина Бальдераса, затем продолжил образование в Национальной консерватории у Томаса Леона (фортепиано) и Мелесио Моралеса (гармония и композиция). В 1866—1885 и 1897—1905 гг. преподавал там же (среди его учеников, прежде всего, Рикардо Кастро), в промежутке был профессором фортепиано в Музыкальном институте Густаво Кампы и Игнасио Асеведо.
Дебютировал на концертной сцене в 1859 году, выступив в Национальном театре на бенефисе композитора и дирижёра Сенобио Паниагвы. В течение 1860-х гг. концертировал в различных мексиканских городах, гастролировал в Гаване, аккомпанировал Францу Жеэну-Прюму в его мексиканской гастрольной поездке 1864 года (и вновь выступил как его аккомпаниатор в гастролях 1895 года). Осенью 1866 года дебютировал как хоровой дирижёр.
Фортепианное наследие Итуарте несёт на себе черты влияние виртуозной музыки середины столетия — Франца Листа, Сигизмунда Тальберга, Луи Моро Готшалька. Среди фортепианных пьес Итуарте наибольшую известность завоевало сочинение «Отзвуки Мексики» (исп. Ecos de Mexico, 1880; записано Сиприаном Катсарисом). Ему принадлежит также ряд сарсуэл, из которых наибольшим успехом пользовалась «Треволнения и наслаждения» (исп. Gustos y sustos; 1887).